# П'єтро Аркарі
П'єтро Аркарі (італ. Pietro Arcari; 2 грудня 1909, Казальпустерленго — 8 лютого 1988, Кремона) — колишній італійський футболіст, нападник.
Насамперед відомий виступами за клуби «Мілан» та «Дженова 1893». Володар Кубка Італії. У складі збірної — чемпіон світу.
Мав трьох братів, які також професійно займалися футболом, включаючи ще одного гравця збірної Італії Бруно Аркарі.

## Клубна кар'єра
У дорослому футболі дебютував 1927 року виступами за команду клубу «Кодоньйо», в якій провів два сезони.
Своєю грою за цю команду привернув увагу представників тренерського штабу клубу «Мілан», до складу якого приєднався 1930 року. Відіграв за «россонері» наступні шість сезонів своєї ігрової кар'єри. Більшість часу, проведеного у складі «Мілана», був основним гравцем атакувальної ланки команди. У складі «Мілана» був одним з головних бомбардирів команди, маючи середню результативність на рівні 0,38 голу за гру першості.
1936 року уклав контракт з клубом «Дженова 1893», у складі якого провів наступні три роки своєї кар'єри гравця. Граючи у складі «Дженови» також здебільшого виходив на поле в основному складі команди. 1937 року став разом з партнерами по команді володарем Кубка Італії.
Протягом 1939—1942 років захищав кольори команди клубу «Кремонезе».
Завершив професійну ігрову кар'єру у клубі «Наполі», за команду якого виступав протягом 1942—1943 років.

## Виступи за збірну
1934 року викликався до лав національної збірної Італії, зокрема був включений до складу національної команди для участі у домашньому чемпіонату світу 1934 року, на якому італійці стали чемпіонами світу. У матчах цього турніру на поле виходив, не має в активі жодної офіційної гри за збірну.

## Титули і досягнення
- Володар Кубка Італії (1):

«Дженова 1893»: 1936–37
- Чемпіон світу (1):

1934